# Plarent Kotherja
Plarent Kotherja (Tirana, 1951. augusztus 8. –) albán nemzetközi labdarúgó-játékvezető.

## Pályafutása
Kezdetben röplabdázott, majd áttért a labdarúgásra és a KF Tirana játékosa volt. 1972-ben tett játékvezetői vizsgát. 1976 óta vezetett első osztályú mérkőzéseket az albán bajnokságban. 1981 óta volt nemzetközi-játékvezető, azóta bíráskodott UEFA-mérkőzéseken. 1989 és 1993 között három nemzetközi válogatott mérkőzést vezetett, köztük 1990. október 31-én a Magyarország – Ciprus Európa-bajnoki-selejtezőt, ahol 4–2-es magyar győzelem született.

### Nemzeti kupamérkőzések
Vezetett Kupa-döntők száma: 2.

#### Szuperkupa
Albánia első kettő Szuperkupa döntőjét koordinálhatta.
| Időpont | Helyszín                    | Mérkőzés típusa | Mérkőzés                           | Eredmény | Nézők száma |
| ------- | --------------------------- | --------------- | ---------------------------------- | -------- | ----------- |
| 1989.   | Qemal Stafa Stadion, Tirana | döntő           | KS Dinamo Tirana–17 Nëntori Tirana | 2 : 0    | 10 000      |
| 1990.   | Qemal Stafa Stadion, Tirana | döntő           | Flamurtari–KS Dinamo Tirana        | 3 : 3    |             |

### Nemzetközi játékvezetés
Az Albán labdarúgó-szövetség Játékvezető Bizottsága (JB) terjesztette fel nemzetközi játékvezetőnek, a Nemzetközi Labdarúgó-szövetség (FIFA) 1987-től tartotta nyilván bírói keretében. Több nemzetek közötti válogatott és klubmérkőzést vezetett, vagy működő társának partbíróként segített. Az albán nemzetközi játékvezetők rangsorában, a világbajnokság-Európa-bajnokság sorrendjében a 2. helyet foglalja el 2 találkozó szolgálatával. Az aktív nemzetközi játékvezetéstől 1994-ben búcsúzott.

#### Bajnokcsapatok Európa-kupája
Az 1985–1986-os bajnokcsapatok Európa-kupája tornán az UEFA JB bíróként alkalmazta.
| Időpont              | Helyszín                        | Mérkőzés típusa           | Mérkőzés                              | Eredmény |
| -------------------- | ------------------------------- | ------------------------- | ------------------------------------- | -------- |
| 1985. szeptember 18. | Bozsik József Stadion, Budapest | előselejtező (1. forduló) | Budapest Honvéd FC–Shamrock Rovers FC | 2 – 0    |

## Statisztika

### Nemzetközi válogatott mérkőzései játékvezetőként
| #  | Dátum             | Helyszín                          | Hazai        | Eredmény | Vendég        | Kiírás       | Gólok | Esemény |
| -- | ----------------- | --------------------------------- | ------------ | -------- | ------------- | ------------ | ----- | ------- |
| 1. | 1989. január 18.  | Tirana, Qemal Stafa Stadion       | Albánia      | 1 – 1    | Görögország   | barátságos   | -     |         |
| 2. | 1990. október 31. | Budapest, Hungária körúti Stadion | Magyarország | 4 – 2    | Ciprus        | Eb-selejtező | -     |         |
| 3. | 1993. május 19.   | Serravalle, Olimpiai Stadion      | San Marino   | 0 – 3    | Lengyelország | vb-selejtező | -     |         |
|    | Összesen          |                                   |              | 3        | mérkőzés      |              |       |         |